# 奥平朝喜
奥平朝喜（おくだいら ちょうき、康熙53年2月21日（1714年4月5日） - 乾隆31年8月16日（1766年9月19日））は琉球王国第二尚氏王統の人。向氏辺土名殿内十一世で唐名は向廷瑛、童名を鶴千代といい、尚真王の三男：尚韶威・今帰仁王子朝典の後裔。
父は組踊の創作者で、後世において劇聖と称された向受祐・玉城親方朝薫で、その三男として生まれる。父：朝薫は歌三線にもすぐれ、湛水流を修めていたが、朝喜はそれを父から学び、さらにそれを同家十四世となる向重勲・奥平親方朝昌に伝えた。

## 系譜
三男として生まれる（母は真加戸）が、兄：向廷瑚・玉城親雲上朝嘉が亡くなると、兄にも子があったのだが、その長男はすでに夭死しており、また次男はまだ生後九ヶ月ほどの嬰児であったため、朝喜がその跡を継いだ。室に吉氏我謝里之子親雲上孟清の娘：思亀をむかえているが、子宝には恵まれず、結局 兄の次男：向維新・奥平親雲上朝義がその跡を継ぐこととなった。
- 父：向受祐・玉城親方朝薫
- 母：馬氏真加戸
  - 兄（長男）：向廷瑚・玉城親雲上朝嘉
    - 兄の四女：思乙　（のちに同家十四世となる向重勲・奥平親方朝昌に嫁ぐ）
    - 兄の次男：向維新・奥平親雲上朝義

  - 姉（長女）：思乙　（翁氏安谷屋親方盛孟に嫁ぐ）
  - 兄（次男）：朝雄　（向氏砂辺里之子親雲上の嗣子となる）
  - 弟（四男）：向廷璋・玉城里之子朝忠
  - 妹（次女）：真鍋　（向氏与世川里之子親雲上朝英に嫁ぐ）
  - 妹（三女）：思乙　（向文源・与世山親方朝昌に嫁ぐ）
- 継母：無系武樽
  - 妹（四女）：思武太　（毛続熙・豊見嶺親方盛幸に嫁ぐ）
  - 妹（五女）：松金　（向氏越来按司朝頴に嫁ぐ）
  - 弟（五男）：向廷瓚・玉城朝常　（夭死につき位階称号無し）

- 室：吉氏思亀
  - 嗣子：向維新・奥平親雲上朝義　（兄の次男）

## 経歴（月日は旧暦）
- 1714年（康熙53）2月21日　生まれる。
- 1727年（雍正5）2月9日　カタカシラを結う（→玉城子朝喜）。
- 1734年（雍正12）6月19日　御書院小姓となり、若里之子に叙せられる（→玉城里之子朝喜）。
- 1735年（雍正13）3月17日　薩摩へ上国する。
- 1737年（乾隆2）10月1日　帰国。
- 1739年（乾隆4）12月3日　黄冠に陞る（→玉城里之子親雲上朝喜）。
- 1740年（乾隆5）閏5月18日　向宣謨・今帰仁按司朝忠とともに儀者として薩摩へ上国。
  - 10月25日　帰国。
- 1744年（乾隆9）10月12日　兄：向廷瑚・玉城親雲上朝嘉が亡くなる。
  - 12月20日　兄の跡を継ぐ。またこのとき豊見城間切奥平地頭となる（→奥平親雲上朝喜）。
- 1747年（乾隆12）6月1日　尚宣謨・今帰仁王子朝忠とともに与力として薩摩へ上国（島津宗信の家督相続を祝う慶賀使）。
  - 10月10日　薩摩滞在中に島津吉貴が亡くなる。
- 1748年（乾隆13）3月16日　帰国。
- 1751年（乾隆16）2月22日　上国する。薩摩滞在中は鹿児島城にて囃子や狂言を鑑賞した。
- 1752年（乾隆17）10月7日　帰国。
- 1755年（乾隆20）5月27日　向廷尉・具志頭按司朝憲とともに附役として上国。
  - 9月24日　冊封使の離琉にあたり踊奉行となる。
  - 10月20日　帰国。
- 1757年（乾隆22）1月28日　冊封謝恩使として馬宣哲・宮平親方良廷が中国に赴くとき、謝恩勢頭と踊奉行を兼ねて随行。このとき北京にも行く。
- 1758年（乾隆23）9月23日　帰国。
- 1758年（乾隆24）6月17日　向氏越来按司朝穎とともに附役として上国。
  - 11月　帰国。
  - 12月1日　申口方吟味役になる。
- 1763年（乾隆28）12月1日　泊地頭になる。
- 1766年（乾隆31）8月16日　亡くなる（享年53）。